# Funsi

Funsi är en ort i nordvästra Ghana. Den är huvudort för distriktet Wa East, och folkmängden uppgick till 3 311 invånare vid folkräkningen 2010.